# Sasal
Sasal es una aldea española perteneciente al municipio de Sabiñánigo a 4 km de la capital, en el Alto Gállego, provincia de Huesca, Aragón.

## Demografía
Contaba con una población de 36 habitantes en 1980 y de tan solo 22 en 1991.

## Personajes ilustres
- Valeriano Jarné